# Todorka Yordanova
Todorka Yordanova  (cirílico:Тодорка Йорданова) (3 de janeiro de 1956) é uma ex-basquetebolista búlgara que conquistou a Medalha de Bronze disputada nos XXI Jogos Olímpicos de Verão realizados em 1976 em Montreal, Canadá.